# Drozd zpěvný
Drozd zpěvný (Turdus philomelos) je středně velký druh zpěvného ptáka z čeledi drozdovitých. Létá rychle, trochu trhavě. Ptáci hnízdící v Česku jsou tažní. Jarní přílet připadá na konec února a na březen, odlet na konec srpna až začátek října.

## Taxonomie
Rozlišují se 4 poddruhy.
- T. p. philomelos – drozd zpěvný evropský obývá většinu areálu.
- T. p. clarkei – drozd zpěvný anglický žije v malé části západní Evropy a na většině Britských ostrovů.
- T. p. hebridensis – drozd zpěvný skotský obývá západní část Skotska a Irska.
- T. p. nataliae – drozd zpěvný sibiřsky žije v asijské části areálu.[2]

## Popis
- Délka těla: 22–23 cm
- Rozpětí křídel: 33–36 cm
- Hmotnost: 40–97 g.

O něco menší než kos černý, s kratším ocasem. Z vrchu je hnědý, spodinu má žlutavě bílou nebo bílou, na bocích a hrudi často teple okrovou, s hustými černými podélnými skvrnami tvaru obrácených srdíček. V letu patrné spodní křídelní krovky jsou rezavobéžové. Obě pohlaví jsou zbarvena stejně.
Zaměněn může být zejména s drozdem brávníkem (T. viscivorus), který se liší hlavně následujícími znaky: větší velikostí, protáhlejším tvarem s delším ocasem, bílými spodními křídelními krovkami a špičkami vnějších ocasních per a letem v dlouhých vlnovkách. Sedícího ptáka lze odlišit také díky světlejším hnědošedým stranám hlavy a krku, často větším černým skvrnám po stranách hrudi, kulatějším černým skvrnám na hrudi a břichu a šedšímu peří v křídlech se světlejšími lemy.

## Hlas

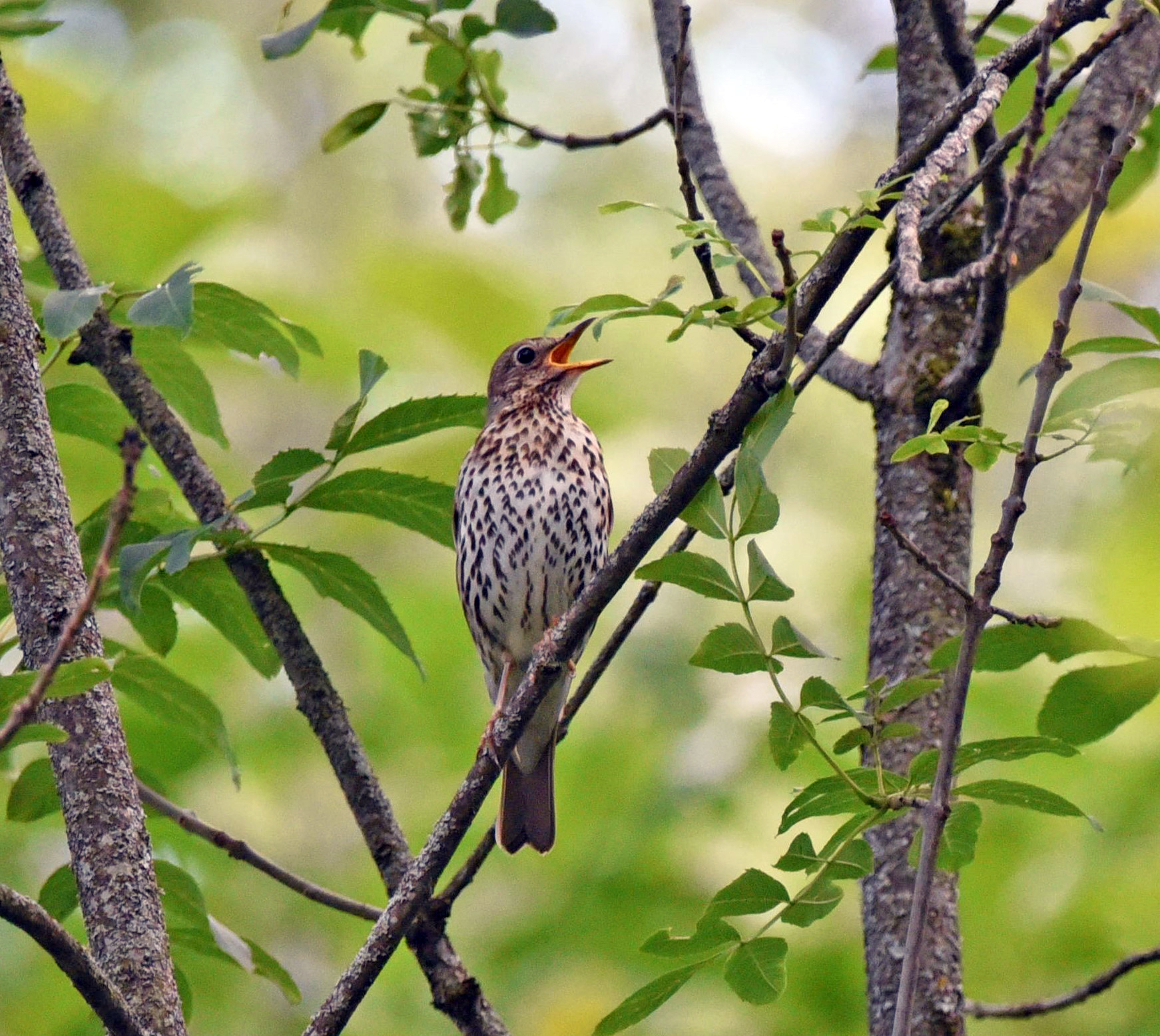
Drozd zpěvný při zpěvu

Vábí nenápadným, ostrým „cit“. Zpěv je hlasitý, tvořený flétnovými a vrzavými tóny a hvizdy, typický periodickým opakováním (2–4×) jednotlivých, znatelně oddělených motivů.

## Rozšíření
Hnízdí v celé Evropě s výjimkou části Pyrenejského poloostrova a v Asii východně až po jezero Bajkal, během 19. století byl introdukován i do jihovýchodní Austrálie, na Nový Zéland a Nové Hebridy. Je částečně tažný, ptáci ze západní Evropy jsou zčásti stálí a zčásti tažní, populace ze severnějších částí Evropy a Sibiře výlučně tažné. Většina evropských ptáků zimuje v oblasti západního Středomoří a severní Afriky.

## Výskyt v Česku
V ČR hnízdí běžně na celém území od nížin až nad horní hranici lesa; nejvýše byl zaznamenán v Jeseníkách v 1 350 m n. m. a v Krkonoších a na Šumavě v 1 300 m n. m. Početnost se v posledních desetiletích jeví jako stabilní, v letech 2001–03 byla odhadována na 400 000–800 000 párů.

## Prostředí
Hnízdí v lesích všech typů, hlavně na jejich okrajích, v porostech kolem vodotečí, remízkách a polních lesících. V průběhu 20. století se podobně jako u kosa černého část populace přesunula z lesního prostředí do lidských sídlišť a dnes tak běžně hnízdí také v parcích, zahradách a na hřbitovech.

## Hnízdění

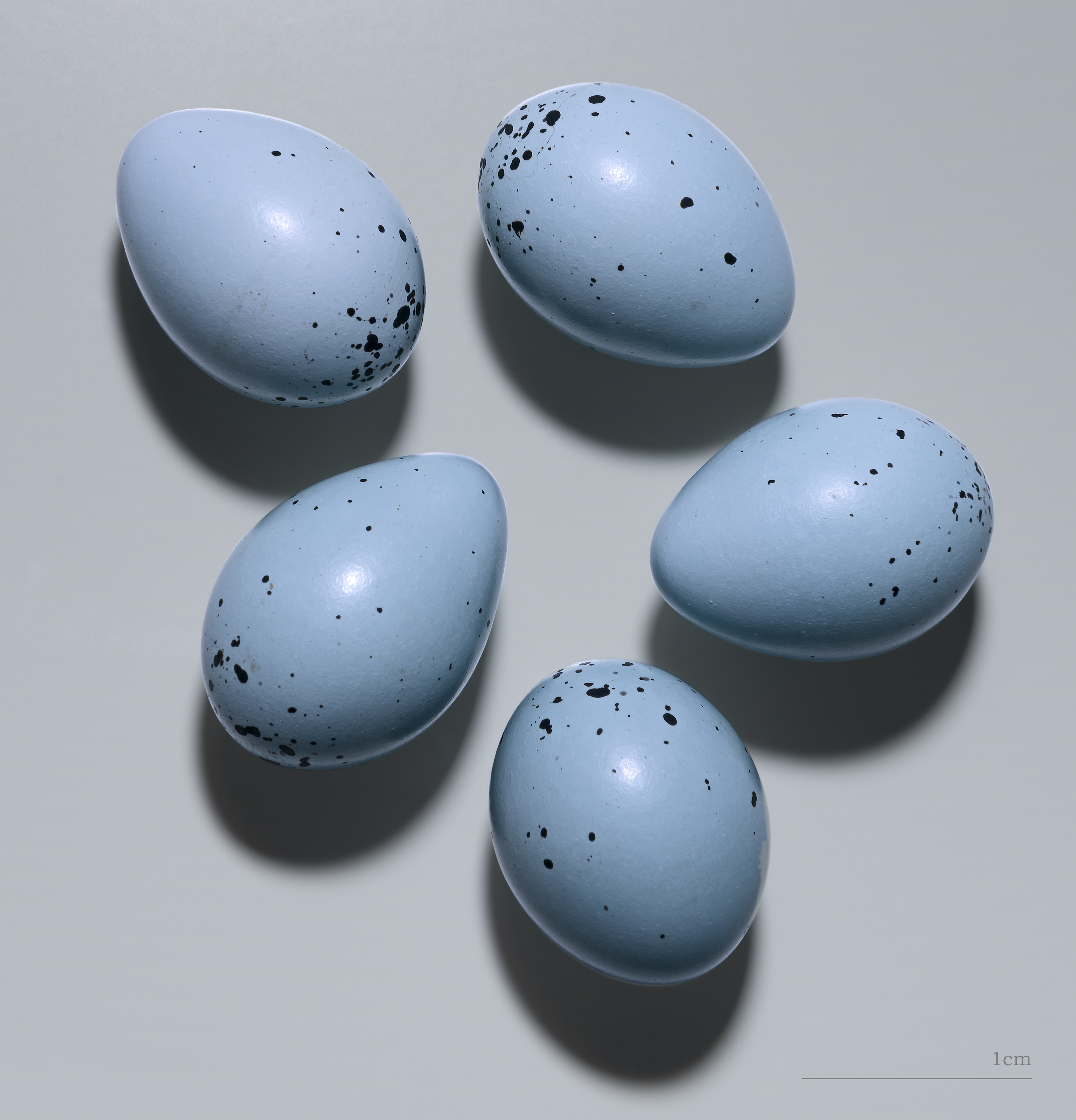
Turdus philomelos

Hnízdí v jednotlivých párech. Samci revíry obsazují hned po návratu ze zimovišť a označují je hlasitým zpěvem. Během toku poletují okolo samic a předvádějí před nimi zvláštní postoj s načepýřeným peřím. Hnízdí běžně 2× až 3× ročně od března do července, při zničení snůšek následuje náhradní hnízdění. Hnízdo je na stromech a keřích, méně často i na budovách, v polodutinách stromů, hromadách dřeva, na zemi apod. V Česku bývá umístěno nejčastěji na smrku a bezu ve výšce 1–3 m. Brzy na jaře se většina hnízd nachází z důvodu lepšího krytí na jehličnatých stromech, po olistění listnatých stromů a keřů přibývá i hnízd umístěných na nich. Stavebním materiálem je tráva, větvičky, listí a mech, vnitřek je vymazán směsí hlíny, dřevního trouchu a slin a je tak nezaměnitelný s jinými druhy rodu Turdus. Hnízdo staví pouze samice po dobu 4–6 dnů a bývá obvykle použito jen pro 1 hnízdění.

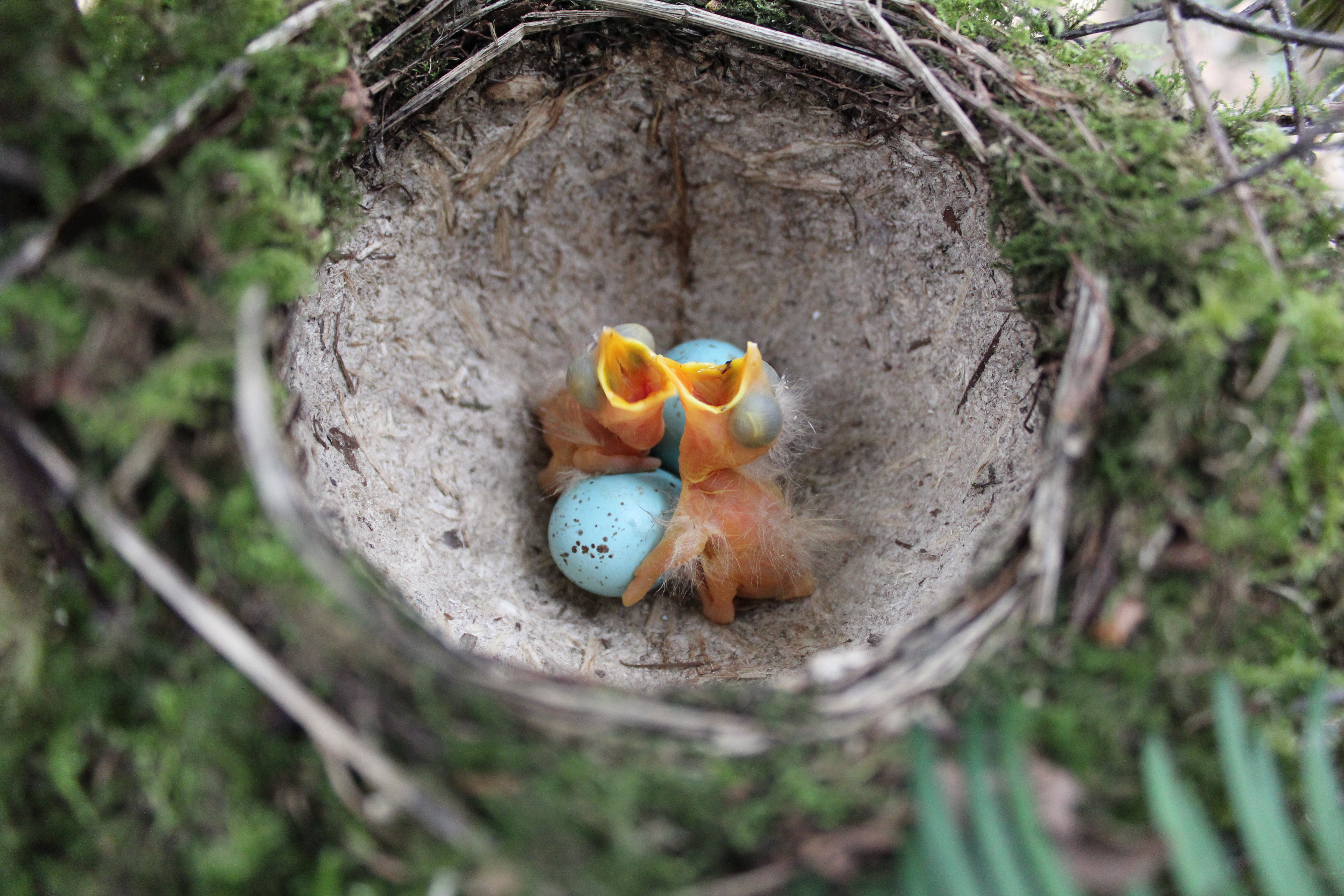
Hnízdo s vejci a mláďaty

Snůška obsahuje 4–5 (3–6) modrých nebo modrozelených, 27,2 × 20,5 mm velkých vajec s tmavými tečkami. Snášení probíhá denně, sezení začíná od snesení předposledního či posledního vejce. Inkubuje samotná samice po dobu 10–16 dnů. Mláďata jsou krmena oběma rodiči, hnízdo opouštějí ve stáří 13–15 dnů a další 1–2 týdny jsou krmena mimo něj. Pohlavní dospělosti dosahují ve 2. kalendářním roce života. Mortalita v 1. roce je 58,3 %, průměrná délka života 1,4 roku. Nejstarší pták se dožil nejméně 17 let a 5 měsíců.

## Potrava
Živí se převážně žížalami, měkkýši a hmyzem. Z měkkýšů převažují plovatky, okružáci, plzáci, slimáci a hlemýždi, z hmyzu brouci a motýli. Na konci léta a na podzim vyhledává také nejrůznější bobule a semena, často meruzalky, jahodníku, brusnice, jeřábu, bezu, střemchy aj. Mláďata jsou zpočátku krmena hlavně žížalami, později čím dál více měkkýši a larvami a housenkami motýlů. Ulit plžů se zbavuje otloukáním o kámen, na místě jeho výskytu tak lze většinou nalézt tzv. šnečí kovadliny, tj. kameny se zbytky šnečích ulit. Potravu sbírá především na zemi, plody ozobává i na stromech a keřích.